# Axiomas de Hilbert
Los axiomas de Hilbert son un conjunto de 20 (originalmente 21) hipótesis propuestas por David Hilbert en 1899 como el fundamento para un tratamiento moderno de la geometría euclídea. Otras axiomatizaciones modernas bien conocidas de la geometría euclídea son las debidas a Alfred Tarski y a George Birkhoff.

## Los axiomas
El sistema axiomático de Hilbert se compone de seis nociones primitivas:
Tres términos primitivos:
- punto;
- línea recta;
- plano;

y tres relaciones primitivas:
- Orden, una relación ternaria entre puntos;
- Pertenencia, tres relaciones binarias, una de ellas entre puntos y rectas, otra entre puntos y planos, y otra entre rectas y planos;
- Congruencia, dos relaciones binarias, una entre segmentos y otra entre ángulos, denotadas por {\displaystyle \cong }.

Nótese que los segmentos y los ángulos (así como también los triángulos) no son nociones primitivas, sino que se definen en términos de puntos y rectas utilizando las relaciones de orden y pertenencia. Todos los puntos, rectas y planos en los subsecuentes axiomas son distintos salvo que se indique lo contrario.

### I. Combinación
1. Dos puntos distintos {\displaystyle A} y {\displaystyle B} determinan una única recta {\displaystyle a}. Denotamos {\displaystyle AB=a} ó {\displaystyle BA=a}. En lugar de "determinan", puede decirse: "{\displaystyle A} está en {\displaystyle a}", "{\displaystyle A} es un punto de {\displaystyle a}", "{\displaystyle a} pasa por {\displaystyle A} y {\displaystyle B}", "{\displaystyle a} une {\displaystyle A} con {\displaystyle B}", etc. Si {\displaystyle A} está en {\displaystyle a} y al mismo tiempo en otra recta {\displaystyle b}, se dice también "las rectas {\displaystyle a} y {\displaystyle b} tienen el punto {\displaystyle A} en común".
2. Dos puntos cualquiera de una recta la determinan por completo; es decir, si {\displaystyle AB=a} y {\displaystyle AC=a}, donde en general {\displaystyle \scriptstyle B\neq C}, entonces {\displaystyle BC=a} a su vez.
3. Tres puntos {\displaystyle A}, {\displaystyle B} y {\displaystyle C} no situados en una misma recta determinan un plano {\displaystyle \alpha }. Se denota {\displaystyle ABC=\alpha }, y se dice "{\displaystyle A}, {\displaystyle B} y {\displaystyle C} yacen en {\displaystyle \alpha }", etc.
4. Tres puntos cualesquiera {\displaystyle A}, {\displaystyle B} y {\displaystyle C} del plano {\displaystyle \alpha } no situados en una misma recta determinan por completo a {\displaystyle \alpha }.
5. Si dos puntos {\displaystyle A}, {\displaystyle B} de la recta {\displaystyle a} yacen en el plano {\displaystyle \alpha }, entonces todo punto de {\displaystyle a} yace en {\displaystyle \alpha }. En tal caso se dice "la recta {\displaystyle a} yace en el plano {\displaystyle \alpha }", etc.
6. Si dos planos {\displaystyle \alpha }, {\displaystyle \beta } tienen un punto {\displaystyle A} en común, entonces tienen al menos otro punto {\displaystyle B} en común.
7. En cada recta hay al menos dos puntos; en cada plano hay al menos tres puntos no situados en la misma recta; y existen al menos cuatro puntos no situados en un mismo plano.

### II. Orden
1. Si un punto {\displaystyle B} está entre los puntos {\displaystyle A} y {\displaystyle C}, también está entonces entre {\displaystyle C} y {\displaystyle A}, y existe una recta que contiene a los tres.
2. Si {\displaystyle A} y {\displaystyle C} son dos puntos de una recta, existe al menos otro punto {\displaystyle B} entre {\displaystyle A} y {\displaystyle C}, y al menos un punto {\displaystyle D} de tal manera que {\displaystyle C} está entre {\displaystyle A} y {\displaystyle D}.
3. Dados tres puntos en una recta, solo uno de ellos está entre los otros dos.

Dada una pareja de puntos {\displaystyle A} y {\displaystyle B}, puede hablarse entonces del segmento {\displaystyle AB}. Los puntos del segmento {\displaystyle AB} son todos aquellos que están entre {\displaystyle A} y {\displaystyle B}. Estos dos son los extremos del segmento. 
1. Axioma de Pasch: Sean {\displaystyle A}, {\displaystyle B} y {\displaystyle C} tres puntos no situados en la misma recta y sea {\displaystyle a} una recta contenida en el plano {\displaystyle ABC}, que no pasa por ninguno de los tres puntos mencionados. Entonces, si {\displaystyle a} pasa por algún punto del segmento {\displaystyle AB}, entonces pasa también por algún punto o bien del segmento {\displaystyle BC} o bien del segmento {\displaystyle AC}.

Puede probarse entonces que dadas una recta {\displaystyle a} y un punto {\displaystyle A} en ella, puede dividirse la recta en dos {\displaystyle semirayos}, disjuntos entre sí, que emanan de {\displaystyle A}, tales que su unión constituye toda la recta a excepción de {\displaystyle A}. De igual modo, dados un plano {\displaystyle \alpha } y una recta {\displaystyle a} en el, pueden distinguirse en él dos partes disjuntas, los lados de {\displaystyle \alpha } respecto a {\displaystyle a}, donde de nuevo su unión constituye todo el plano a excepción de {\displaystyle a}.

### III. Paralelas
1. En un plano {\displaystyle \alpha } puede encontrarse una única recta {\displaystyle b} que pase por un punto dado {\displaystyle A}, el cual no pertenece a una recta dada {\displaystyle a}, de forma que {\displaystyle a} y {\displaystyle b} no tengan ningún punto en común. Está recta se llama la paralela a {\displaystyle a} que pasa por {\displaystyle A}.

### IV. Congruencia
Se define un ángulo como una pareja de semirrectas {\displaystyle \scriptstyle \angle (h,k)} yaciendo en un plano {\displaystyle \alpha } que emanan del mismo punto {\displaystyle O}. Se demuestra que puede dividirse entonces el plano en dos regiones: el interior y el exterior de {\displaystyle \scriptstyle \angle (h,k)}, donde {\displaystyle h} y {\displaystyle k} son los lados del ángulo y {\displaystyle O} su vértice. El segmento entre dos puntos cualesquiera del interior está contenido por completo en dicha región. Esto no se cumple para una pareja de puntos cualesquiera en el exterior.
Un triángulo queda definido por tres segmentos de la forma {\displaystyle AB}, {\displaystyle BC} y {\displaystyle CA}. Dichos segmentos son los lados del triángulo, y los tres puntos {\displaystyle A}, {\displaystyle B} y {\displaystyle C} son su vértices. El triángulo divide el plano definido por sus tres vértices en interior y exterior, con las mismas propiedades que en caso de los ángulos. Al ángulo definido por las dos semirrectas que salen de {\displaystyle A} y que pasan por {\displaystyle B} y {\displaystyle C} respectivamente se le denota por {\displaystyle \scriptstyle \angle BAC}, y su interior contiene todos los puntos del interior del triángulo {\displaystyle ABC}.
1. Si {\displaystyle A}, {\displaystyle B} son dos puntos de la recta {\displaystyle a}, y {\displaystyle A'} es un punto sobre la recta {\displaystyle a'} (sea esta igual a {\displaystyle a} o no), se tiene que, de un lado cualquiera de {\displaystyle A'} en la recta {\displaystyle a'}, existe un único {\displaystyle B'} tal que el segmento {\displaystyle AB} es congruente con el segmento {\displaystyle A'B'}, y lo denotamos por {\displaystyle \scriptstyle AB\cong A'B'}. Todo segmento es congruente consigo mismo.
2. Si un segmento {\displaystyle AB} es congruente con el segmento {\displaystyle A'B'} y también con el segmento {\displaystyle A''B''}, entonces estos dos últimos son congruentes entre sí (la congruencia entre segmentos es transitiva).
3. Sean {\displaystyle AB} y {\displaystyle BC} dos segmentos de la misma recta sin puntos en común a excepción de {\displaystyle B}, y sean además {\displaystyle A'B'} y {\displaystyle B'C'} dos segmentos de la recta {\displaystyle a'} (sea ésta igual o no a {\displaystyle a}) sin más puntos en común que {\displaystyle B'}. Entonces, si {\displaystyle \scriptstyle AB\cong A'B'} y {\displaystyle \scriptstyle BC\cong B'C'}, se tiene que {\displaystyle \scriptstyle AC\cong A'C'}.
4. Sea un ángulo {\displaystyle \scriptstyle \angle (h,k)} en el plano {\displaystyle \alpha } y sea una recta {\displaystyle a'} en el plano {\displaystyle \alpha '}. Supóngase que en el plano {\displaystyle \alpha '}, se escoge uno de los lados respecto a {\displaystyle a'}. Sea una semirrecta {\displaystyle h'} de {\displaystyle a'} que emana de un punto {\displaystyle O'} de dicha recta. Entonces, en el plano {\displaystyle \alpha '} existe una única semirrecta {\displaystyle k'} que sale de {\displaystyle O'} de forma que {\displaystyle \scriptstyle \angle (h,k)} es congruente con {\displaystyle \scriptstyle \angle (h',k')}, y de forma que todos los puntos del interior de {\displaystyle \scriptstyle \angle (h',k')} están en el lado escogido de {\displaystyle \alpha '}. Se denota por {\displaystyle \scriptstyle \angle (h,k)\cong \angle (h',k')}. Todo ángulo es congruente consigo mismo.
5. Si el ángulo {\displaystyle \scriptstyle \angle (h,k)} es congruente con el ángulo {\displaystyle \scriptstyle \angle (h',k')} y con el ángulo {\displaystyle \scriptstyle \angle (h'',k'')}, entonces estos dos son congruentes entre sí.
6. Si dados dos triángulos {\displaystyle ABC} y {\displaystyle A'B'C'} se tiene {\displaystyle \scriptstyle AB\cong A'B'}, {\displaystyle \scriptstyle AC\cong A'C'}, {\displaystyle \scriptstyle \angle BAC\cong \angle B'A'C'}, entonces se tiene a su vez {\displaystyle \scriptstyle \angle ABC\cong \angle A'B'C'} y {\displaystyle \scriptstyle \angle ACB\cong \angle A'C'B'}.

### V. Continuidad
1. Axioma de Arquímedes. Sea {\displaystyle A_{1}} un punto cualquiera de una recta, situado entre los puntos arbitrarios {\displaystyle A} y {\displaystyle B} de la misma. Tómense los puntos {\displaystyle A_{2}}, {\displaystyle A_{3}},... de tal manera que {\displaystyle A_{1}} esté entre {\displaystyle A} y {\displaystyle A_{2}}, {\displaystyle A_{2}} esté entre {\displaystyle A_{1}} y {\displaystyle A_{3}},etc. Supóngase además que los segmentos {\displaystyle AA_{1}}, {\displaystyle A_{1}A_{2}}, {\displaystyle A_{2}A_{3}},... son todos congruentes entre sí. Entonces, en esta serie existe siempre un cierto {\displaystyle A_{n}} tal que {\displaystyle B} está entre {\displaystyle A} y {\displaystyle A_{n}}.

### Axioma de completitud
Al sistema de puntos, rectas y planos, no pueden añadirse otros elementos de manera que el sistema resultante forme una geometría nueva, obedeciendo todos los axiomas de los cinco grupos. En otras palabras, los elementos de la geometría forman un sistema que no es susceptible de extensión, tomando los cinco grupos de axiomas como válidos.

## Axioma 21
Hilbert introdujo un axioma más que reza:
II.4. Teorema de Pasch. Pueden escogerse cuatro puntos cualesquiera {\displaystyle A}, {\displaystyle B}, {\displaystyle C} y {\displaystyle D} de una recta de forma que {\displaystyle B} esté entre {\displaystyle A} y {\displaystyle C} y entre {\displaystyle A} y {\displaystyle D}, y que {\displaystyle C} esté entre {\displaystyle A} y {\displaystyle D} y entre {\displaystyle B} y {\displaystyle D}.
Esta proposición calificada como teorema fue considerada como axioma en la primera edición, pero E.H Moore en Transactions of the American Mathematical Society (1902) la dedujo como consecuencia de los axiomas de combinación y orden establecidos, demostrando su redundancia.